# Staurogyne cambodiana
Staurogyne cambodiana är en akantusväxtart som först beskrevs av R. Ben., och fick sitt nu gällande namn av E. Hossain. Staurogyne cambodiana ingår i släktet Staurogyne och familjen akantusväxter. Inga underarter finns listade i Catalogue of Life.